# Toumaï (série télévisée)
Pour le fossile original, voir Toumaï.
Toumaï ou Toomaï au Québec (Elephant Boy, littéralement « le garçon à l'éléphant »), est une série télévisée en coproduction australo-germano-britannique en 26 épisodes de 25 minutes adaptée d'une nouvelle écrite par Rudyard Kipling, Toomai des éléphants, tirée du recueil Le Livre de la jungle.
La série a été diffusée en Australie en 1973 sur Seven Network, au Royaume-Uni en 1974 sur le réseau ITV et en Allemagne en 1974 sur ARD.
Au Québec, la série a été diffusée à partir du 11 septembre 1973 à la Télévision de Radio-Canada ; en France à partir du 24 décembre 1973 sur la troisième chaîne de l'ORTF sous le titre de Toumaï. Elle a été rediffusée à partir du 19 février 1975 sur TF1 dans l'émission Les Visiteurs du mercredi, puis sous le titre de Elephant Boy le 5 avril 1978 sur TF1 (Les Visiteurs du mercredi) et en 1979, le 3 janvier 1981 sur FR3 (FR3 Jeunesse) et en 2010 sur Arte.

## Historique de la création
La série est adaptée d'une des nouvelles du recueil Le Livre de la jungle : Toomai des éléphants, écrit par Rudyard Kipling en 1894.

## Synopsis
Deux orphelins, Toumaï, un garçon de douze ans, et son petit frère Ranjit, vivent dans une réserve d'animaux sauvages de la jungle indienne. Leur père, un cornac, leur a transmis l'amour des bêtes et leur a légué son éléphant, Kala, qui est devenu le grand ami des deux enfants. La nomination d'un nouveau responsable à la tête de la réserve provoque l'expulsion de Toumaï et de Ranjit, mais sans Kala, leur éléphant, car l'animal appartient à la propriété forestière de Mr Padam. Jugeant cette décision injuste, les deux enfants s'enfuient dans la jungle avec l'éléphant. Ils finiront par prouver leur utilité au sein de la réserve grâce à l'appui de Karl et de Miss Fraison. Au fil des épisodes, Toumaï et Ranjit découvriront « le monde civilisé ». Toumaï sera constamment confronté aux problèmes que posent les rapports entre les animaux de la jungle et les hommes.

## Fiche technique
- Titre original : Elephant Boy
- Titre français : Toumaï
- Titre québécois : Toomaï
- Réalisateur : James Gatward, Chris McCullough, Henri Safran, Dennis Vance, Bill Bain
- Scénaristes : Barbara Angell, Ian Stuart Black, Tony Morphett, Ted Roberts, Ralph Smart, Bruce Stewart, David Whitaker
- Musique : Charles Marawood
- Production : James Gatward, Ian Stuart Black
- Sociétés de production : Portman Productions, Bayerischer Rundfunk
- Pays d'origine : Australie
- Langue : anglais
- Nombre d'épisodes : 26 (1 saison)
- Durée : 25 minutes
- Dates de première diffusion :
  -  Australie : 1973
  -  Québec : 11 septembre 1973
  -  France : 24 décembre 1973

## Distribution
- Esram Jayasinghe (sv) (VF : Arlette Thomas) : Toomaï
- Peter Gwynne (en) (VF : René Arrieu) : Madison
- Peter Ragell : Ranjit
- Isobel Black : Kay Stevens
- Margot Leonard (de) : Mme Weiner
- Uwe Friedrichsen (de) (VF : Dominique Paturel) : Karl Bergen
- Janet Kingsbury (VF : Jeanine Freson) : Suzanne Fraison
- Kevin Miles (en) (VF : Jean-Claude Michel) : Prince Paddam
- Ric Hutton : Colonel Shannon

## Épisodes
1. Le Tyran (The Tyrant)
2. La Réserve (Fishing Cat)
3. Le Grand Mahout (The Great Mahout)
4. La Marque de Ganesh (Child of Ganesa)
5. La Chasse au léopard (Leopard Skin Coat)
6. La Danse de l'éléphant (Elephant Dance)
7. La Place d'honneur (Place of Honour)
8. L’Année des oiseaux (Year of the Birds)
9. Surani (Surani)
10. Le Solitaire (Rogue Bull)
11. Le Témoin-clé (Key Witness)
12. La Corne d'abondance (Horn of Plenty)
13. Le Gros Poisson (Big Fish)
14. La Fièvre (Titre original inconnu)
15. L'Oiseau rare (Titre original inconnu)
16. La Dernière Chasse (Titre original inconnu)
17. L'Oiseleur (Titre original inconnu)
18. Les Deux Demoiselles (Titre original inconnu)
19. La Mangouste (Titre original inconnu)
20. Podda (Titre original inconnu)
21. Le Trésor du passé (Titre original inconnu)
22. Une mémoire d'éléphant (Elephants Never Forget)
23. La Chance de Ranjit (Chance in Life)
24. Les Parieurs (The Gamblers)
25. Les Braconniers (Dogs of Death)
26. Superstition (Grave Robbers)

## Autour de la série
Cette série exotique, tournée au Sri Lanka, a été un succès en France et dans de nombreux pays, particulièrement en Allemagne.

## Produits dérivés (France)

### Bande dessinée
- Éléphant Boy - la danse de l'éléphant[2] ; Éditions ©Fleuve Noir ; Dépôt légal: 04/1974.
- Éléphant Boy - Le tyran[2] ; Éditions ©Fleuve Noir ; Dépôt légal: 04/1974.

### DVD
- Toumaï : Volume 1 - Éditions : Les Héros de la lucarne[3] ; Référence : ASIN B000JUBB54 ; sortie: 15 août 2006.

## Sources
- J.J. Jelot-Blanc, 30 ans de séries et de feuilletons à la T.V.

### Ouvrages
source utilisée pour la rédaction de cet article
- Jean-Jacques Jelot-Blanc, 30 ans de séries et de feuilletons à la T.V., Pac, 1985 (ISBN 2853362418)